# Cylindrocarpon aquaticum
Cylindrocarpon aquaticum är en svampart som först beskrevs av Sv. Nilsson, och fick sitt nu gällande namn av Marvanová & Descals 1987. Cylindrocarpon aquaticum ingår i släktet Cylindrocarpon och familjen Nectriaceae.   Inga underarter finns listade i Catalogue of Life.